# Carl Bräuer
Carl Ehregott Bräuer, modernisiert Karl Bräuer, (* 16. Oktober 1796 in Annaberg; † 12. Oktober 1863 in Dresden) war ein deutscher Lehrer, Komponist und Autor.

## Leben
Nach dem Schulbesuch und dem Besuch des Lehrerseminars wurde Carl Bräuer, der aus dem sächsischen Erzgebirge stammte, im Jahre 1817 Schulsubstitut in Zöschen in der preußischen Provinz Sachsen. Vom Heimweh geplagt, kehrte er 1819 in das Erzgebirge zurück, wo er eine Stelle als Kantor in der Stadt Eibenstock erhielt, die ihn jedoch nicht dauerhaft glücklich machte. 1822 wechselte er als Kantor nach Werdau, wo er über drei Jahrzehnte wirkte. 1851 wurde er dort zum stellvertretenden Schuldirektor befördert.

## Schriften (Auswahl)
- Der 15. Psalm für vier Singstimmen mit Begleitung des Orchesters, Leipzig: Breitkopf u. H., 1834.
- Der 23. Psalm f. vier Singstimmen m. Begleitung des Orchesters, Leipzig: Breitkopf u. H., 1835.
- Leitfaden zum Singen nach Noten für Singvereine u. Volksschulen, Altenburg, 1839. 5. Aufl. 1870.
- 126 zwei- und einstimmige Lieder für Schulen, Grimma: Verlags-Comptoir, 1840.
- Kirchweihcantate für drei Singstimmen mit Begleitung eines kleinen Orchesters, Grimma: Verlags-Comptoir, 1840.
- Drei leichte Cantaten zum Erndtedankfeste, Reformations- u. Weihnachtsfeste für 3 Singst. mit leichter Begleitung des Orchesters, Grimma, 1841.
- Rheinlied, Altenburg, 1841.
- Drei leichte Cantaten zum Oster-, Himmelfahrts- und Pfingstfeste für 3 Singst. mit leichter Begleitung des Orchesters, Grimma: Verlags-Comptoir, 1841,
- Neue Schulfestlieder, Leipzig: Sturm u. Koppe, 1843.
- Hymne für vier Solo-Männerstimmen und zwei Männerchöre, Chemnitz: Häcker, 1846.
- Der 25. Psalm f. vier Männerstimmen mit Orgelbegleitung, Leipzig, 1851.
- Vier Gelegenheits-Gesänge für vier Männerstimmen, Leipzig, 1851.
- Drei launige Gesänge für vier Männerstimmen, Leipzig, 1851.
- Cantate „Groß ist der Herr“ für vier Männerstimmen mit Begleitung durch Orgel, Leipzig, 1851.
- Die Raucher und Schnupfer, launiger Streitgesang für 2 Männerchöre, Leipzig, Ebendas. 1851